# Le locataire
Le locataire —titulada El quimérico inquilino en España o El inquilino en Hispanoamérica—, es una película francesa de género suspense, misterio y terror de 1976. Fue dirigida y protagonizada por Roman Polański, basada en la novela Le Locataire chimérique de Roland Topor de 1964. Su estreno se dio en el marco de la vigesimonovena -29°- edición del Festival de Cine de Cannes.
Narra la historia de un hombre francés cuya cordura se ve alterada por una serie de eventos extraños en el lugar donde reside: un apartamento alquilado. Cuenta con la participación de un elenco internacional; Isabelle Adjani, Melvyn Douglas, Jo Van Fleet y Shelley Winters. La película pertenece a la «trilogía del apartamento» («Apartment Trilogy») de Polanski junto con Repulsión de 1965 y Rosemary's Baby de 1968.

## Argumento
Trelkovsky (Roman Polanski), un hombre tranquilo y sereno, alquila un apartamento amueblado de una casa de alquiler. La conserje del lugar (Shelley Winters) le hace saber que la inquilina anterior, Simone Choule, había intentado suicidarse lanzándose por una ventana del apartamento, y que no sería conveniente alquilarlo hasta confirmar su estado de salud. Trelkovsky va en su busca al hospital y allí conoce a Stella (Isabelle Adjani), una amiga de Simone. Ella, vendada casi completamente, lanza un grito perturbador al verlos; Trelkovsky y Stella se van.
Al salir, los dos salen a caminar y terminan en una sala de cine en donde proyectan Operación Dragón de Bruce Lee. De un momento a otro, terminan besándose y al salir de la sala, parten por distintos caminos. Poco después, Trelkovsky llama al hospital para saber de Simone y se entera de que ha muerto. Libre para ocupar el apartamento, se muda. A medida que trascurren los días, es acosado por los demás inquilinos por hacer demasiado ruido, la cual era una de las condiciones para trasladarse al edificio, tal y como lo había acordado con Monsieur Zy (Melvyn Douglas), dueño del inmueble. Un día, Trelkovsky y sus amigos del trabajo se reúnen en su apartamento pero deben irse al ser denunciados por los vecinos por demasiado ruido. Otro día, no acepta firmar una petición de queja en contra de otra inquilina, lo que enfurece a Madame Dioz (Jo Van Fleet), esposa de Zy. Luego ve cómo las personas yacían completamente inmóviles al mirarlas en el baño ubicado al otro lado del edificio. También, encuentra un diente envuelto en un pañuelo incrustado en la pared detrás de un mueble del apartamento. 
Un día recibe una carta de Georges Badar (Rufus), un amigo de Simone quien no sabía de su muerte y venía a declararle su amor. Apenado, Trelkovsky pasa la noche con él invitándolo a tomar unos tragos. Gradualmente sus gustos comienzan a cambiar y coincidentemente, se vuelven los mismos que los de Simone: cambia el café por el chocolate o fuma Marlboro en vez de Gauloises. Luego, se da cuenta de que su apartamento había sido robado pero en contra partida, sus vecinos lo acusan de hacer demasiado ruido. Comienza a pensar que los inquilinos, la conserje y Zy están haciendo un complot para enloquecerlo y llevarlo a la muerte, tal como pasó con Simone, por lo cual compra una peluca, se pone un vestido de mujer (que había encontrado previamente en el armario) para parecerse a ella y se queda despierto toda la noche. Su cordura se ve gradualmente afectada; se vuelve hostil y violento: golpea a sus amigos e incluso a un niño en un parque. Las noches en el apartamento se vuelven cada vez más terroríficas: desde su ventana llega a ver como sus vecinos patean su cabeza decapitada y en un intento por bloquearla con el armario, ve cómo brazos aparecen detrás de él para atacarlo, llegando a cortarse una de sus manos por el vidrio.
Desesperado, Trelkovsky va donde Stella y le pide posada pero en la mañana siguiente cuando ella se va a trabajar, concluye que ella también hace parte del complot e, iracundo, hace trizas su residencia. Poco antes de llegar al apartamento es atropellado por una pareja de ancianos y, a pesar de no tener heridas de consideración, se enloquece y ve cree que la pareja de ancianos son Zy y su esposa. Lo inyectan para calmarlo y es llevado al apartamento por la pareja. Enfurecido, Trelkovsky se disfraza como Simone una vez más y se para en la misma ventana desde donde ella se había suicidado. Desde allí ve cómo todos sus vecinos, incluida Stella, aplauden para que se lance, a lo cual accede. Su intento de suicidio, de hecho, despierta a sus vecinos quienes tratan de socorrerlo, pero este se niega y se las arregla para subir nuevamente y lanzarse por segunda vez. 
La enigmática escena final muestra a Trelkovsky vendado en la misma cama del mismo hospital de la misma forma como encontró a Simone días antes. Al subir la mirada, se ve a sí mismo y a Stella el día en que la fueron a visitar, dando a entender que Simone y Trelkovsky eran la misma persona. Él, al final, lanza aquel grito perturbador.

## Reparto
- Roman Polanski – Trelkovsky
- Isabelle Adjani – Stella
- Melvyn Douglas – Monsieur Zy
- Jo Van Fleet – Madame Dioz
- Bernard Fresson – Scope
- Rufus – Georges Badar
- Shelley Winters – La conserje
- Lila Kedrova – Madame Gaderian
- Patrice Alexsandre – Robert
- Romain Bouteille – Simon